# Claude Brasseur
Claude Brasseur (Neuilly-sur-Seine, 15 de junio de 1936-París, 22 de diciembre de 2020) fue un actor y copiloto de automovilismo francés.

## Vida y carrera
Claude Brasseur nació en Neuilly-sur-Seine, hijo del actor Pierre Brasseur y de la actriz Odette Joyeux. Es nieto de Jules Brasseur, ahijado de Ernest Hemingway y padre de Alexandre Brasseur. Fue miembro del equipo francés de bobsleigh en los años 1960 y también un competidor ganador del rally París-Dakar, como copiloto de Jacky Ickx. Su carrera como actor inició a finales de la década de 1950.

## Filmografía seleccionada
| Año  | Título                        | Personaje                    | Director              |
| ---- | ----------------------------- | ---------------------------- | --------------------- |
| 1960 | Les yeux sans visage          | Inspector                    | Georges Franju        |
| 1961 | Please, Not Now!              | Claude                       | Roger Vadim           |
| 1962 | The Seven Deadly Sins         | Riri                         | Édouard Molinaro      |
| 1962 | Le caporal epinglé            | Padre                        | Jean Renoir           |
| 1962 | Un clair de lune à Maubeuge   | Walter                       | Jean Chérasse         |
| 1962 | We Will Go to Deauville       | Maurice Dubois               | Francis Rigaud        |
| 1963 | Sweet and Sour                | Fontanero                    | Jacques Baratier      |
| 1964 | Bande à part                  | Arthur                       | Jean-Luc Godard       |
| 1972 | Le Viager                     | Noël Galipeau                | Pierre Tchernia       |
| 1972 | Une belle fille comme moi     | Maître Murene                | François Truffaut     |
| 1973 | The Heroes                    | Raphael Tilbaudet            | Duccio Tessari        |
| 1974 | Les Seins de glace            | François Rollin              | Georges Lautner       |
| 1975 | La agresión                   | André Ducatel                | Gérard Pirès          |
| 1975 | Il faut vivre dangereusement  | Richard Diquet               | Claude Makovski       |
| 1976 | Barocco                       | Jules                        | André Téchiné         |
| 1976 | Pardon Mon Affaire            | Daniel                       | Yves Robert           |
| 1976 | The Big Operator              | Ari                          | Claude Pinoteau       |
| 1977 | Monsieur Papa                 | Franck Lanier                | Philippe Monnier      |
| 1977 | Pardon Mon Affaire, Too!      | Daniel                       | Yves Robert           |
| 1978 | The Savage State              | Gravenoire                   | Francis Girod         |
| 1978 | L'argent des autres           | Claude Chevalier d'Aven      | Christian de Chalonge |
| 1978 | Une histoire simple           | Serge                        | Claude Sautet         |
| 1979 | Lobster for Breakfast         | Mario Spinosi                | Giorgio Capitani      |
| 1979 | Bye, See You Monday           | Arnold Samson                | Maurice Dugowson      |
| 1979 | The Police War                | Jacques Fush                 | Robin Davis           |
| 1980 | The Lady Banker               | Largué                       | Francis Girod         |
| 1980 | La Boum                       | François Beretton            | Claude Pinoteau       |
| 1982 | Legitime Violence             | Martin Modot                 | Serge Leroy           |
| 1982 | La Boum 2                     | François Beretton            | Claude Pinoteau       |
| 1983 | La Crime                      | Martin Griffon               | Philippe Labro        |
| 1983 | Signes extérieurs de richesse | Jean-Jacques 'Gigi' Lestrade | Jacques Monnet        |
| 1985 | Palace                        | Robert Molard                | Édouard Molinaro      |
| 1985 | Détective                     | Émile Chenal                 | Jean-Luc Godard       |
| 1985 | Among Wolves                  | Lacier                       | José Giovanni         |
| 1986 | Descente aux enfers           | Alan                         | Francis Girod         |
| 1989 | L'Orcheste rougue             | Leopold Trepper              | Jacques Rouffio       |
| 1990 | Dancing Machine               | Michel Eparvier              | Gilles Béhat          |
| 1993 | Un, deux, trois, soleil       | Hombre malvado               | Bertrand Blier        |
| 2000 | Les Acteurs                   | Él mismo                     | Bertrand Blier        |
| 2001 | The Milk of Human Kindness    | Jean-Claude                  | Dominique Cabrera     |
| 2003 | Chouchou                      | Padre Léon                   | Merzak Allouache      |
| 2004 | Malabar Princess              | Robert                       | Gilles Legrand        |
| 2006 | Les Petites vacances          | Extraño en el palacio        | Olivier Peyon         |
| 2006 | Avenue Montaigne              | Jacques Grumberg             | Danièle Thompson      |
| 2006 | Camping                       | Jacky Pic                    | Fabien Onteniente     |
| 2007 | His Majesty Minor             | Firos                        | Jean-Jacques Annaud   |
| 2010 | Camping 2                     | Jacky Pic                    | Fabien Onteniente     |
| 2015 | The Student and Mister Henri  | Henri Voizot                 | Ivan Calbérac         |
| 2016 | Camping 3                     | Jacky Pic                    | Fabien Onteniente     |
| 2018 | Tout le monde debout          | Franck Dubosc                | El padre de Jocelyne  |

## Resultados

### Rally Dakar
| Año     | Categoría | Piloto     | Vehículo      | Posición | Etapas |
| ------- | --------- | ---------- | ------------- | -------- | ------ |
| 1981    | Coches    | Jacky Ickx | Citroen       | Ret.     | 1      |
| 1982    | Coches    | Jacky Ickx | Mercedes Benz | 5.º      | 7      |
| 1983    | Coches    | Jacky Ickx | Mercedes Benz | 1.º      | 5      |
| 1984    | Coches    | Jacky Ickx | Porsche       | 6.º      | 9      |
| 1985    | Coches    | Jacky Ickx | Porsche       | Ret.     | 1      |
| 1986    | Coches    | Jacky Ickx | Porsche       | 2.º      | 1      |
| Fuente: |           |            |               |          |        |